# وكالة أبنا للأنباء
وكالة أهل البيت للأنباء أو وكالة أبنا للأنباء، هي وكالة تعكس أنباء الشيعة في جميع العالم. وتعمل هذه الوكالة بإشراف المجمع العالمي لأهل البيت (ع) وبإجازة رسمية من وزارة الثقافة الإيرانية.

## التأسيس
تأسست هذه الوكالة سنة 2005، بثلاث لغات هي العربية والإنجليزة والفارسية وباسم موقع شيعة نيوز الإخباري، وبإشراف الدائرة الثقافية في المجمع العالمي لأهل البيت (ع) . وأما المرحلة الثانية من نشاطها فبدأت مع افتتاح رسمي من قبل الرئيس الإيراني آنذاك السيد محمود أحمدي نجاد ليبدأ نشاطها تحت مسمى «وكالة أهل البيت للأنباء».

## اللغات
وكالة أبنا تعمل بـ 25 لغة هي: الإنجليزية، العربية، الفرنسية، الصينية، الفارسية، الإسبانية، الألمانیة، الروسیة، الترکیة الأسطانبولیة، الترکیة الآذریة، الاردو، البنغلا، المالایو، الهندیة، الأندنوسية، السواحیلیة، الهوسا، المیانماریة، البوسنیة، الکردیة السورانیة، الکردی الکُرمانجیة، البرتغالیة واليابانية.

## ذات صلة
- قناة الثقلين
- ويكي شيعة